# فوجیوارا نو سانه‌سوئه
فوجیوارا نو سانه‌سوئه (به ژاپنی: 藤原 実季 ふじわら の さねすえ) (1092–1035) پدر فوجیوارا نو کینزانه در دوره هی‌آن کوگه، شاعر، دایناگون (مشاور درجه یک دربار) بود. وی برادر فوجیوارا نو ایشی بود. خواهر وی همسر امپراتور هوریکاوا (دوره سلطنت، ۱۰۸۷ – ۱۱۰۷) هفتاد و سومین امپراتور ژاپن بود و در سال ۱۱۰۳ بعد از زایمان اولین فرزندش امپراتور توبا بر اثر سختی زایمان درگذشت.
فوجیوارا نو تاماکو همسر امپراتور توبا و مادر امپراتور سوتوکو و امپراتور گو شیراکاوا دختر کینزانه بود. هنگامیکه وی فوت کرد تاماکو هفت ساله بود و توسط امپراتور بازنشسته امپراتور شیراکاوا و معشوقه مورد علاقه او  گیئون نو نیوگو به فرزندی پذیرفته شد.